# Benedicto Lopes
Benedicto Moreira Lopes (Campinas, 11 de novembro de 1904 — Campinas, 8 de agosto de  1989) foi um piloto brasileiro de automobilismo.

## Biografia

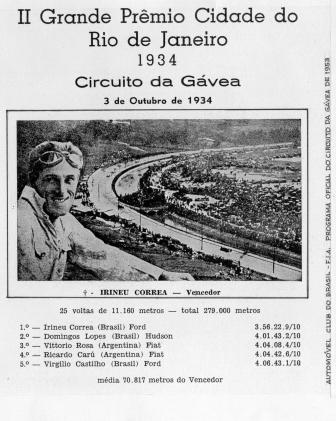
Resultado final do 2º Grande Prêmio Cidade do Rio de Janeiro. Benedicto liderava a prova quando se acidentou a três voltas da final.

Benedicto era filho de um maestro e de uma dona-de-casa.[carece de fontes?] De origem humilde, após a Revolução Constitucionalista de 1932 decidiu aplicar seus conhecimentos de mecânica comprando jipes avariados para reformar e revendê-los, atividade que lhe rendeu grandes lucros.[carece de fontes?] Em pouco tempo já havia montado uma oficina própria e era um mecânico de renome na cidade.[carece de fontes?] Um de seus clientes, Dante de Bartolomeu, foi quem lhe deu o incentivo para que começasse a participar de corridas de automóveis: ofereceu-lhe um Bugatti antigo para que usasse nas corridas.[carece de fontes?]
Sua estreia como piloto aconteceu em 1934, no 2º Grande Prêmio do Rio de Janeiro, no Circuito da Gávea. Benedicto correu com o Bugatti ofertado pelo amigo. O trajeto era tão acidentado que foi apelidado de "Trampolim do Diabo". Com avarias mecânicas, Benedicto teve de abandonar a prova na segunda volta.
Em 1935 participou novamente, desta vez com um Ford adaptado por ele mesmo. A partir da sexta volta liderou quase toda a prova e estava próximo da vitória quando, na 22ª volta (das 25 totais) bateu no retardatário Felipe Rueda, que estava atravessado na pista, aparentemente de forma proposital de modo a ajudar um amigo, o argentino Ricardo Carú, que vinha em segundo e acabou vencendo a prova.
A primeira vitória veio no ano seguinte, no trajeto pela estrada de Petrópolis. Depois dessa vitória vieram outras, como no circuito do Chapadão, em Campinas, e na Quinta da Boa Vista, no Rio de Janeiro. Ainda em 1936, Lopes conheceu a famosa piloto francesa Hellé Nice, que estava no Brasil para disputar corridas no Rio (Circuito da Gávea) e em São Paulo (Circuito do Jardim América). Neste último circuito, Hellé Nice sofreu um grave acidente na reta de chegada, resultando em vários mortos e feridos. Com o trauma sofrido, ela decidiu abandonar as pistas, e vendeu seu Alfa Romeo 8C a Lopes, que o restaurou com as peças que ela lhe enviou da Europa no ano seguinte.
Em 1937, Benedicto mudou-se para o Rio de Janeiro, onde passou a morar com a família num confortável apartamento em Ipanema. Neste mesmo ano recebeu um convite do Automóvel Club de Portugal para participar de corridas naquele país.[carece de fontes?]
Em Portugal participou primeiramente da corrida de Vila Real, ocorrida em 25 de julho de 1937. Havia nove concorrentes, e Lopes chegou em terceiro. Em seguida, tomou parte da corrida em Estoril, a 15 de agosto. Participaram da prova cinco pilotos, tendo Benedicto chegado em segundo. Com estes feitos, Benedicto se tornou um dos primeiros brasileiros a participar de provas em solo europeu, após Manuel de Teffé.[carece de fontes?]
Já de volta ao Brasil, conquistou duas vitórias seguidas em setembro: no Grande Prêmio de São Paulo (Circuito Jardim América) e no 3º Circuito do Chapadão, em Campinas. Em 1939 se inscreveu para participar da corrida de inauguração da pista do autódromo de Interlagos, que ocorreria a 26 de novembro do mesmo ano. Seu nome foi citado nos jornais, entre os principais pilotos da época:
| “ | "O Grande Premio Automobilistico será disputado por 34 volantes todos nacionaes ou radicados no Paiz, destacando-se entre elles os maiores azes do auto-esporte no momento, como por exemplo Francisco Landi, Nascimento Junior, Benedicto Lopes, Manoel de Teffé, Domingos Lopes, Rubem Abrunhosa, Avelar e muitos outros." | ” |

Em decorrência das fortes chuvas no dia, esta prova acabou sendo adiada para o dia 12 de maio de 1940, considerada atualmente como a data oficial da inauguração de Interlagos, ocasião na qual Lopes conquistou o quarto lugar.[carece de fontes?]
Benedicto correu até 1954, quando já contava 49 anos de idade. O "Campineiro Voador", como era então conhecido, fez sua última participação no circuito de rua do Maracanã, conquistando o primeiro lugar. Em sua homenagem, dois anos depois foi promovida a competição "Prêmio Benedicto Lopes", que se realizou a 12 de agosto de 1956 no Autódromo de Interlagos, tendo como ganhador Celso Lara Barberis.[carece de fontes?]
Desde o início da década Lopes vinha sofrendo de úlceras, cujo tratamento levou-o de volta a Campinas e consumiu as economias da família. Passou o restante da vida de forma modesta em sua cidade natal até sua morte.[carece de fontes?]

### Reconhecimento público
Em 30 de novembro de 1987 foi apresentado no Congresso Nacional um projeto de lei concedendo a Benedicto Lopes uma pensão especial vitalícia de dez salários mínimos por seu "pioneirismo no esporte automobilístico brasileiro". Na exposição de motivos da referida lei, a defesa do projeto é feita pelo então ministro da Fazenda Luiz Carlos Bresser Pereira, que afirma ter ele sido  o "primeiro piloto brasileiro a participar de corridas na Europa" [sic]. O projeto foi aprovado e entrou em vigor em fevereiro do ano seguinte.[carece de fontes?]
No ano em que se completaram 20 anos de sua morte, no dia 10 de junho de 2009, foi promulgada uma lei municipal em Campinas que institui o "Dia Municipal do Antigomobilismo e do Antigomobilista Piloto Benedicto Lopes", a ser comemorado no último domingo de julho. Há também uma rua com seu nome, no bairro Parque São Bento.
Em 30 de setembro de 2017, a prefeitura de Campinas organizou um encontro de carros antigos no bairro do Castelo, local em que ocorriam as corridas do Circuito do Chapadão na década de 1930. O evento celebrou a conquista do primeiro lugar por Benedicto Lopes, oitenta anos antes, do 2º Circuito do Chapadão. Após o desfile, os cerca de 35 carros antigos e réplicas de modelos das décadas de 1920/30 seguiram até o Museu do Esporte, onde foi aberta a Mostra Fotográfica "Benedicto Lopes: o Campineiro Voador – 80 anos da vitória no Chapadão". Além de fotos, também ficou em exposição o troféu recebido por Lopes.

### Origem étnica
Benedicto era de ascendência portuguesa por parte de mãe (filha de imigrantes portugueses), mas a linhagem paterna era bastante miscigenada com afrodescendentes, de modo que seu pai tinha o tom de pele bastante escuro (filho de escravos libertos), e assim Lopes poderia ser considerado mulato (embora ele se definisse como branco). Por este motivo, atualmente, alguns movimentos negros se interessam em resgatar sua história como um dos raros representantes dessa etnia no automobilismo.

## Competições
| Data                   | Torneio                                             | Resultado                                             | Veículo                  |
| ---------------------- | --------------------------------------------------- | ----------------------------------------------------- | ------------------------ |
| 3 de outubro de 1934   | 2º Grande Prêmio Cidade do Rio de Janeiro           | não completou                                         | Bugatti T37A 1500        |
| 2 de junho de 1935     | 3º Grande Prêmio Cidade do Rio de Janeiro           | acidente a 3 voltas da final, quando liderava a prova | Ford V-8 3600            |
| 23 de junho de 1935    | 1º Circuito do Chapadão (Campinas - SP)             | parou na 26ª volta (de 44)                            | Ford V-8 3600            |
| 29 de março de 1936    | Prêmio Termal (Poços de Caldas - MG)                | 2º lugar                                              | Ford V-8 3600            |
| 7 de junho de 1936     | 4º Grande Prêmio Cidade do Rio de Janeiro           | não completou                                         | Ford V-8 3600            |
| 12 de julho de 1936    | 1º Grande Prêmio Cidade de São Paulo                | não completou                                         | Ford V-8 3600            |
| 6 de junho de 1937     | 5º Grande Prêmio Cidade do Rio de Janeiro           | 6º lugar                                              | Alfa Romeo 8C 2300 Monza |
| 25 de julho de 1937    | 6° Circuito Internacional de Vila Real (Portugal)   | 3º lugar                                              | Alfa Romeo 8C 2300 Monza |
| 15 de agosto de 1937   | 3° Circuito Internacional do Estoril (Portugal)     | 2º lugar                                              | Alfa Romeo 8C 2300 Monza |
| 1 de setembro de 1937  | Grande Prêmio de São Paulo (Jardim América)         | 1º lugar                                              | Alfa Romeo 8C 2300 Monza |
| 19 de setembro de 1937 | 2º Circuito do Chapadão (Campinas - SP)             | 1º lugar                                              | Alfa Romeo 8C 2300 Monza |
| 12 de junho de 1938    | 6º Grande Prêmio Cidade do Rio de Janeiro           | não completou (acidente)                              | Alfa Romeo 8C 2300 Monza |
| 29 de outubro de 1939  | 2º Circuito da Gávea (Rio de Janeiro)               | 2º lugar                                              | Alfa Romeo 8C 2300 Monza |
| 12 de maio de 1940     | Grande Prêmio São Paulo                             | 4º lugar                                              | Alfa Romeo 8C 2300 Monza |
| 28 de setembro de 1941 | 7º Grande Prêmio Cidade do Rio de Janeiro           | não completou                                         | Maserati 4CL 1500        |
| 28 de julho de 1946    | Circuito da Quinta da Boa Vista (Rio de Janeiro)    | 3º lugar                                              | Maserati 4CL 1500        |
| 30 de março de 1947    | 2º Grande Prêmio de Interlagos                      | não completou                                         | Maserati 4CL 1500        |
| 7 de dezembro de 1947  | Circuito da Quinta da Boa Vista (Rio de Janeiro)    | 1º lugar                                              | Maserati 4CL 1500        |
| 21 de março de 1948    | 3º Grande Prêmio de Interlagos                      | 3º lugar                                              | Maserati 4CL 1500        |
| 11 de abril de 1948    | Circuito Internacional de Interlagos (São Paulo)    | 3º lugar                                              | Maserati 4CL 1500        |
| 25 de abril de 1948    | 9º Grande Prêmio Cidade do Rio de Janeiro           | 2º lugar                                              | Maserati 4CL 1500        |
| 4 de julho de 1948     | 1º Circuito Cidade de Petrópolis                    | 1º lugar                                              | Maserati 4CL 1500        |
| 19 de setembro de 1948 | 1º Prêmio Crônica Esportiva (Interlagos, São Paulo) | 3º lugar                                              | Alfa Romeo 8C 2900B      |
| 27 de março de 1949    | 10º Grande Prêmio Cidade do Rio de Janeiro          | não completou                                         | Bugatti                  |
| 13 de janeiro de 1952  | 5º Grande Prêmio Cidade de São Paulo                | 6º lugar                                              | Maserati 4CL 1500        |
| 20 de janeiro de 1952  | 11º Grande Prêmio Cidade do Rio de Janeiro          | não completou                                         | Maserati 4CL 1500        |
| 3 de janeiro de 1954   | 13º Grande Prêmio Cidade do Rio de Janeiro          | não completou                                         | Ferrari 2000             |
| 3 de abril de 1954     | 3º Circuito do Maracanã (Rio de Janeiro)            | 1º lugar                                              | (dado não disponível)    |